# Playa de Cunit

La playa de Cunit (Tarragona) es la playa del municipio homónimo, con una longitud de 2450 m, se encuentra dividida en 8 calas formadas a partir de la construcción de 7 espigones paralelos a la antigua línea de costa así como 4 más en forma de isla circular en las calas más próximas a Segur de Calafell.
La playa de Cunit está catalogada como playa libre (bandera verde), a no ser que las condiciones del mar obliguen a los responsables de la vigilancia al cambio de bandera (en cualquier caso prevale la bandera que ondee en el mástil, así como la información que transmite), aun así está prohibido el baño en las puntas de los espigones debido a las fuertes corrientes que allí se forman. El respeto y cumplimiento de la información de las banderas que ondeen es siempre obligatorio. 
Calidad de la playa (según la Agència Catalana de l'Aigua):
| Año  | Calidad de las aguas de baño | Aspecto visual de las aguas de baño | Aspecto visual de la arena |
| 1990 | Muy buena                    | Bueno                               | Bueno                      |
| 1991 | Muy buena                    | Bueno                               | Moderado                   |
| 1992 | Buena                        | Bueno                               | Bueno                      |
| 1993 | Muy buena                    | Bueno                               | Bueno                      |
| 1994 | Muy buena                    | Moderado                            | Bueno                      |
| 1995 | Muy buena                    | Moderado                            | Bueno                      |
| 1996 | Buena                        | Moderado                            | Bueno                      |
| 1997 | Muy buena                    | Bueno                               | Bueno                      |
| 1998 | Buena                        | Bueno                               | Bueno                      |
| 1999 | Muy buena                    | Bueno                               | Bueno                      |
| 2000 | Muy buena                    | Bueno                               | Bueno                      |
| 2001 | Muy buena                    | Bueno                               | Bueno                      |
| 2002 | Muy buena                    | Bueno                               | Bueno                      |
| 2003 | Muy buena                    | Bueno                               | Bueno                      |
| 2004 | Muy buena                    | Bueno                               | Bueno                      |
| 2005 | Muy buena                    | Bueno                               | Bueno                      |
| 2006 | Muy buena                    | Bueno                               | Bueno                      |
| 2007 | Muy buena                    | Bueno                               | Bueno                      |
| 2008 | Muy buena                    | Bueno                               | Bueno                      |
| 2009 | Muy buena                    | Bueno                               | Bueno                      |
| 2010 | Muy buena                    | Bueno                               | Bueno                      |

Información de las playas de Cunit
Señalización estado del mar (Banderas)
|  | Indica la prohibición del baño. |
|  | Playa peligrosa, se permite el baño con limitaciones. Se deberán adoptar las medidas de seguridad que en cada caso se consideren adecuadas. No estará prohibido el baño en zonas donde el bañista no pueda permanecer tocando fondo y con la cabeza fuera del agua. |
|  | Playa libre, el baño está permitido, no siendo necesario adoptar medidas especiales distintas a las de la propia protección personal. |
|  | Aguas con fuerte presencia de medusas. |

- Datos: Q6078691
- Multimedia: Platja de Cunit / Q6078691